# Miconia semisterilis
Miconia semisterilis är en tvåhjärtbladig växtart som beskrevs av Henry Allan Gleason. Miconia semisterilis ingår i släktet Miconia och familjen Melastomataceae. Inga underarter finns listade i Catalogue of Life.